# Nathan McCree
Nathan McCree é um compositor musical e editor de efeitos sonoros para projetos de multimidia, incluindo jogos de computadores, televisão, eventos ao vivo e radio. Ele trabalhou principalmente com o núcleo de Core Design, para os três primeiros jogos, Tomb Raider entre outros. Ele também trabalhou com nomes de perfil, como as Spice Girls e Orange.
Ele tem recebido críticas positivas e recebeu vários prêmios informais. Tomb Raider III tem sido considerado como o "melhor jogo de som do computador para data" eo trabalho de Nathan no jogo Mega Drive Sega Asterix eo Poder dos Deuses ganhou o prêmio "Best Music Mega Drive Ever!". Recentemente, graças à vasta site flash Newgrounds, ele trabalhou junto com Adam Phillips e compôs a música para o seu mais recente lançamento da série Brackenwood.

## Trabalhos Notáveis

### Diretor de Audio
- Sniper: Ghost Warrior 2 (2013)
- LEGO: Hero Factory, Brain Attack (2013)
- LEGO: Ninjago (2013)
- LEGO: Chima (2013)
- Silent Hill: Downpour (2012)
- Rush'n Attack: Ex-Patriot (2011)

### Compositor
- LEGO: Ninjago (2013)
- Chime (2010)
- Sleepover (2009)
- Blend-It (2008)
- Goosebumps Horrorland (2008)
- Industrial Ambience (Library music album) (2008)
- The Price Is Right (2006)
- Blockbusters[2][3] (2006)
- Eurosport (2006)
- Fifa 2006 (2006)
- The Regiment (2005)
- Custom Play Golf (2005)
- Breed (2003)
- Battle Engine Aquila (2002)
- Laser Squad Nemesis (2002)
- Tomb Raider III (1998)
- Tomb Raider II (1997)
- Joypad CD Vol. 2: Tomb Raider II (1997)
- Gender Wars (1997)
- A Tribute to Lara Croft (1997)
- Tomb Raider (1996)
- Blam! Machinehead (1996)
- Swagman (1996)
- Skeleton Krew (1995)
- Asterix and the Power of the Gods (1995)
- Soul Star (1994)
- Heimdall II (1994)
- BC Racers (1994)
- Bubba 'n' Stix (1994)
- Dragonstone (1994)
- Universe (1994)
- Asterix and the Great Rescue (1993)
- Chuck Rock II: Son of Chuck (1993)

### Efeitos Sonoros
- LEGO: Ninjago (2013)
- Silent Hill: Downpour (2012)
- Rush'n Attack: Ex-Patriot (2011)
- Lord of the Rings: Aragorn's Quest (2010)
- Chime (2010)
- Art Academy (2009)
- Sing It 2: Family Hits (2009)
- Blend-It (2008)
- Goosebumps Horrorland (2008)
- Rock Revolution (2008)
- You're in the Movies (2008)
- The Price Is Right (2006)
- Blockbusters[2][3]  (2006)
- Eurosport (2006)
- FIFA 2006 (2006)
- The Movies: Stunts & Effects (2006)
- The Regiment (2005)
- Fable 1.5 (2005)
- Breed (2003)
- Battle Engine Aquila (2002)
- Laser Squad Nemesis (2002)
- Tomb Raider III (1998)
- Tomb Raider II (1997)
- Tomb Raider (1996)
- Blam! Machinehead (1996)
- Asterix and the Power of the Gods (1995)
- Skeleton Krew (1995)
- Bubba 'n' Stix (1994)
- Soul Star (1994)
- Asterix and the Great Rescue (1994)